# 长筒女贞
长筒女贞（学名：Ligustrum longitubum）为木犀科女贞属的植物，为中国的特有植物。分布于中国大陆的安徽、浙江、江西等地，生长于海拔200米至700米的地区，常生长在溪边、山涧常绿阔叶林下和沟旁林下荫湿处，目前尚未由人工引种栽培。

## 别名
长筒亨氏女贞（黄山植物研究）

## 异名
- Ligustrum henryi Hemsl. var. longitubum P. S. Hsu